# Gilles de Trazegnies dit le Brun
 (novembre 2022).
Si vous disposez d'ouvrages ou d'articles de référence ou si vous connaissez des sites web de qualité traitant du thème abordé ici, merci de compléter l'article en donnant les références utiles à sa vérifiabilité et en les liant à la section « Notes et références ».
Ne doit pas être confondu avec Gillion de Trazegnies.

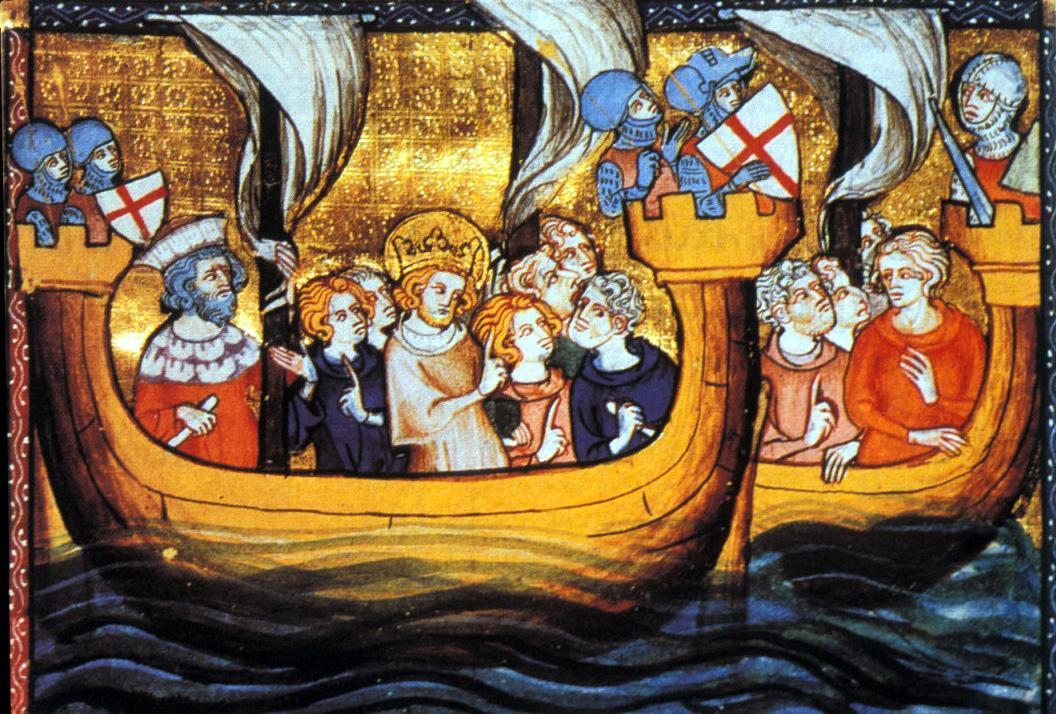
Saint Louis et la Septième croisade.

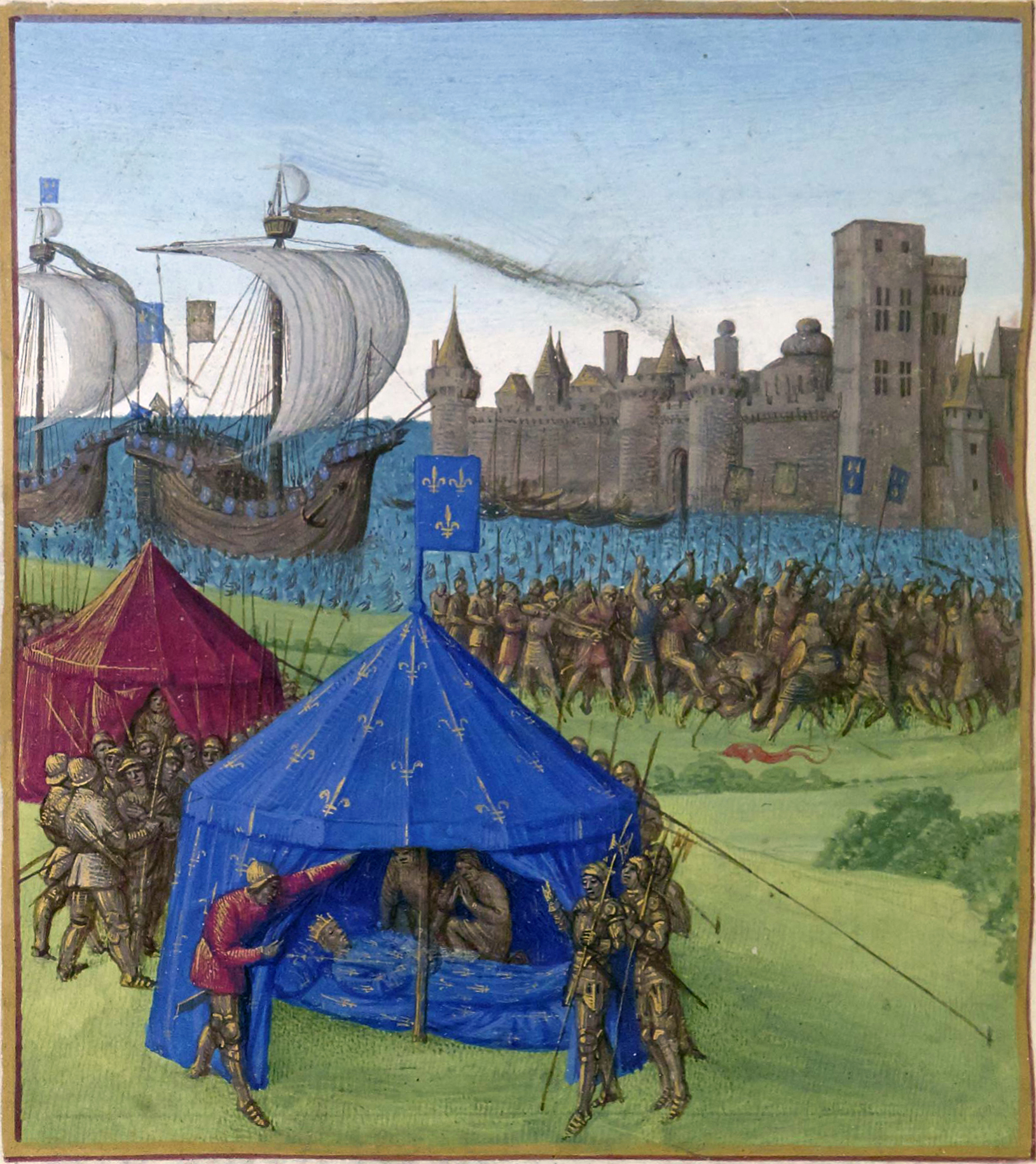
Le siège de Tunis et la mort du roi - Huitième croisade.

Gilles le Brun de Trazegnies (1199-1276), conseiller et connétable du roi Louis IX vers 1250. Il participe à la septième croisade.

## Biographie
En 1248, Gilles accompagne l’armée du comte de flandres qui participe à la septième croisade. En 1250, Saint Louis le nomme connétable de France en remplacement de Imbert de Beaujeu, qui est mort en Syrie. Gilles devient ainsi l’homme de confiance de Saint Louis. Son beau-frère, Joinville en parle abondamment.
Après la croisade, il rentre en France, y épouse une sœur de Joinville, Simonette, et reçoit de nombreuses terres de Saint Louis.
En 1268, Marguerite de Constantinople le nomme gouverneur du jeune prince, Robert de Béthune, héritier de la couronne comtale. Gilles partage son temps entre la Flandre, le Hainaut et la France. En 1255, il est témoin au mariage du fils héritier de Saint Louis. En 1259, il porte plainte et gagne son procès contre Enguerrand de Coucy qui avait fait pendre trois Trazegnies de la branche de Wedergraet, coupables de s’être égarés sur ses terres en chassant le lapin et qui, ne parlant pas français, n’avaient pu s’expliquer.
Il participe dans le camp de Charles d’Anjou à la conquête du royaume de Sicile et notamment à la bataille de Bénévent. Gilles revient ensuite en Hainaut. Son grand âge l’empêche de participer en 1270 à la huitième croisade. Il meurt en 1276.
Il pourrait avoir inspiré en partie le héros du roman médiéval Gillion de Trazegnies.

## Généalogie
Il est le fils de :
- Gilles II de Trazegnies de Silly[note 2] (v.1174 - † 1204) qui épouse Aleide de Boulaere[note 3], mère de Michel de Harnes, le Bayard de Blanche de Castille[note 4] avant 1197. Il est cité dans des actes en 1195 et accompagne le comte de Hainaut lors de la quatrième croisade † en 1202. Dès 1199, on rencontre déjà son sceau. Le fait pour les Trazegnies de posséder un sceau du type héraldique appartenant encore au XIIe siècle doit être signalé comme rarissime[2].

Il est le petit-fils de :
- Othon II de Trazegnies (v.1150 - † 1192). C'est en son honneur que fut donné, en août 1170, un tournoi à Trazegnies; c'est lui également qui rapporta un morceau de la Vraie Croix des Croisades en 1187. Il fut tué devant Saint-Jean-d'Acre à son second voyage en Terre sainte en 1192. Il fut un des chevaliers les plus accomplis de son temps.

Il est le frère de :
- Othon III de Trazegnies (v. 1198 - † v.1241)